# جبران عريجي
جبران عريجي (1951، زغرتا، لبنان-9 يناير 2019) سياسي قومي لبناني، وهو الرئيس الأسبق للحزب السوري القومي الاجتماعي في لبنان.

## عنه
انتمى إلى الحزب السوري القومي الاجتماعي عام 1970 وعمل في مجلة الحزب عام 1974. وقد عين في نفس العام منفذًا عامًا لمنفذية طرابلس. هاجر إلى أميركا اللاتينية في العام 1975 ومن ثم إلى فرنسا في العام 1977 وعاد ليستقر في فنزويلا عام 1978. رجع عام 1990 إلى لبنان، حيث منح رتبة الأمانة في نفس العام. وانتخب عضوا في المجلس الأعلى لدورات عدة منذ عام 1995، وانتخب في عضوية العديد من لجان المجلس الأعلى، وصولا إلى انتخابه رئيسا للمجلس الأعلى عام 2000. كذلك عين عضوا في المكتب السياسي المركزي أكثر من مرة، ومديرا عاما لمجلة البناء عام 2000، ورشحه الحزب للانتخابات النيابية عن دائرة طرابلس عام 1996. وقد ترأس الحزب السوري القومي الاجتماعي بين 2001 و2005.

## أعماله ونشاطه
له مجموعة كبيرة من المقالات والمحاضرات، وشارك في العديد من الندوات ومثل الحزب في مؤتمرات عربية ودولية.
- عين مندوبا إعلاميا لمندوبية أوروبا في عام 1977
- عين مندوبا سياسيا للحزب في فنزويلا وجزر الكاريبي 1982
- عين معتمدا مركزيا لأميركا اللاتينية في عام 1985
- عين وكيلا لعميد الإذاعة والإعلام 1975، ثم عميدا للإذاعة والإعلام 1997.
- انتخب نائبا لرئيس الحزب عام 1998.
- انتخب رئيسا للحزب لدورتين منذ عام 2001 حتى عام 2005.

## الحياة الشخصية
متزوج من السيدة زكية حربية، ولهما أربعة أبناء، رئيف، حنان، جنان، وسلمى.

## وفاته
توفي في 9 يناير 2019، وشُيع جثمانه في مأتم في بلدة زغرتا يوم الجمعة 11 يناير 2019 عند الثالثة بعد الظهر.